# Смерть сердца (роман)
Смерть сердца (англ. The Death of the Heart) — роман Элизабет Боуэн, англо-ирландской писательницы, опубликованный в 1938 году и принесший его создательнице признание и популярность.
Это история об осиротевшей шестнадцатилетней Порции, которую сводный брат (Томас) и его жена (Анна) неохотно берут в свой роскошный, но эмоционально бесплодный лондонский дом после смерти родителей. Порция, что чувствует себя лишней в мире Квейнов, находит утешения в односторонней любви к Эдди, протеже Анны. Её невинность и наивность бросают вызов как Квейнам, так и их друзьям, которые считают стремление говорить правду и искренне проявлять чувства — угрозой устоям взрослой жизни, где эмоции подавлены и имеют толстый слой законов социума. Это произведение о невинности, взрослении и утраченных иллюзиях юного сердца.
Боуэн показывает сегмент английского общества между Первой и Второй мировыми войнами, который почти полностью лишен сострадания и человеческого понимания. По словам писательницы, это «роман, который отражает время, довоенный период с его высокой напряженностью, растущей тревогой и огромным акцентом на индивидуализм».

## Сюжет
Порции 16 лет. Её мать умирает от рака, и теперь она вынуждена переехать в дом к своему старшему, эмоционально отдаленному сводному брату и его очаровательной, но холодной жене Анне. Порция, являясь результатом случайного романа отца, которого в дальнейшем заставят жениться на любовнице (Ирен), проводит детство на чемоданах, вечно перемещаясь из одного отеля в другой, N-ого курортного городка в такой же соседний, так и не прочувствовав настоящего слова «дом». После смерти любимой матери, невинная сердцем, с раскрытыми глазами, она отправляется в Лондон жить с Томасом и Анной. Они не имеют детей, решив оставить идею потомства после двух неудачных попыток. Давно отдалившиеся друг от друга и охладевшие в чувствах, скрывают свои эмоции за устоявшимся укладом жизни в виде чтения газет, бессмысленных разговоров и чаепитий. Квейны понятия не имею, что делать с Порцией. Их нервирует её неловкость, невежество в поведении в кругу высшего общества, вечные эмоциональные срывы. Девушке тяжело дается жизнь в доме, атмосфера здесь давит и загоняет в рамки цветущие чувства.
Анна не любит Порцию, говоря о ней как о зловещем присутствии, всегда наблюдающим из тени. Томас же пытается найти контакт и быть добрым с сестрой, но постоянное напоминание о позоре отца в лице девушки, отталкивает его от Порции и обрывает связь. Единственная, кого принимает этот дома, является домработница семьи Матчетт.
Порция ощущает себя чужаком, куда бы ни пошла. Пытаясь проанализировать и найти ключ к пониманию других людей, она внимательно наблюдает за обитателями дома и записывает в дневнике мысли о них, а также об интересных событиях своей жизни. Многие заметки посвящены её невестке Анне, что позже обнаруживает записи и читает. Огорченная откровенными наблюдениями девушки, она рассказывает о них своему другу Сент-Квентину, не испытывая ни жалости, ни обеспокоенности за вторжение в чужие мысли и чувства.
Порция ищет теплоты в лице другого человека, голодая по привязанности и нуждаясь в близких отношениях. Девушка влюбляется в Эдди, протеже Анны и работника на фирме Томаса. Беспомощный и эгоцентричный, он находит влечение Порции к своей персоне забавной игрой. Создавая и принимая правила сам, Эдди вовлекает молодую особу в неё вступить. Порция, девственная чувствами, верит возлюбленному, будучи уверена во взаимности.
В середине романа Анна и Томас уезжают в отпуск в Италию и отправляют Порцию жить к бывшей гувернантке Анны, миссис Хеккомб, на время поездки. Жизнь в Вайкики полна событий, время на берегу моря проходит совсем с другой скоростью и насыщенностью. Она ходит с миссис Хеккомб на закупки в магазины, в церковь, танцевать с её двумя молодыми детьми, Дики и Дафной. Молодые люди знакомят Порцию со своими друзьями, которых она в равной степени интригует, но и раздражает юной невиновностью и отсутствием такта, высказывая все, что думает. Порция решает пригласить Эдди в гости, и когда он прибывает, возлюбленный шокирует девушку, начав заигрывать с Дафни. Разочарованная, она возвращается в Лондон и обнаруживает дальнейшие предательства.
Кульминация романа происходит, когда Сент-Квентин пробалтывается Порции о том, что Анна читает её дневник. Разбитая, она пытается найти эмоциональное пристанище у Эдди, который отвергает девушку и не принимает её любовь. Порция отправляется в гостиницу к майору Брутту, знакомому Анны, просит его сбежать вместе и жениться на ней. Ошарашенный и обеспокоенный состоянием девушки, майор Брутт принимает решение позвонить Квейнам и сообщить, где находится Порция. Томас и Анна отправляют Матчетт в гостиницу забрать девушку. Роман заканчивается монологом горничной в такси.

## Главные герои
- Порция Квейн
- Анна Квейн
- Томас Квейн
- Эдди
- Сент-Квентин
- Миссис Хеккомб
- Дафни Хеккомб
- Дики Хеккомб
- Матчетт

## Структура романа
Смерть сердца разделена на три части одинаковой длины, каждая из которых, в свою очередь, разделена на главы. Действия происходят в течение трех разделенных сезонов: первое имеет место в Лондоне зимой; во втором Порция переезжает в Вайкики на весну; и в третьей она возвращается в Лондон с приближением лета.
Три части книги озаглавлены «Мир», «Плоть» и «Дьявол», как отсылка к триаде основных источников искушений, с которыми христианин должен бороться, чтобы оставаться добродетельным. Фактически, эти три вещи появляются в англиканской книге общественного богослужения, «Книга общих молитв». «От всех соблазнов мира, плоти и дьявола, Господь, упаси нас».
Мир означает то, что не связано с религией; Плоть — погоню за чувственными удовольствиями; Дьявол олицетворяет искушения зла, такие как воровство и ложь.
В трех частях романа Порция подвергается опыту, который может быть связан с этими тремя названиями. В «Мире» она впервые приезжает в Лондон, новый и странный для неё мир. В «Плоти» она целует Эдди становится свидетелем того, как он держится за руки с Дафни в кинотеатре. В «Дьяволе» раскрывается ещё один обман, когда героине становится известно, что Анна читает её дневник и делится его содержанием с другими.

## Критика
В основном критики отреагировали на роман «Смерть сердца» двумя способами. Одни обсуждали последствия детского опыта автора, лишенного в раннем возрасте матери; другие изучали конфликт между невинностью и реальностью, что пронизывает всю книгу.
Боуэн росла в привилегированной англо-ирландской семье в Ирландии, она не была англичанкой, но её корни изолировали писательницу от страны проживания.

Предки Элизабет Боуэн — валлийцы с фамилией апОуэн, скорее всего, перебрались в Ирландию вместе с английскими завоевателями в XVII веке. Приплыли — и остались англичанами среди ирландцев, резко подчеркивая свою принадлежность к протестантской культуре. Эта двойственность, которую выпестовал в себе род апОуэнов и в дальнейшем — Боуэнов, только усилилась, когда в 1765 году один из Боуэнов женился на богатой наследнице из такой же подчеркнуто англо-ирландской семьи Коулов.
— А. Завозова. «Смерть сердца», предисловие переводчика.

Как отмечает Ричард Тиллингхаст в «Доме, отеле и ребёнке», «англо-ирландцы всегда были, начиная с шестнадцатого века, до некоторой степени безродными и неуверенными в стране, которой они управляли». Эта напряженность связана с тем, что протестантский правящий класс владел землей, захваченной силой у ирландского католического населения их предками. Это чувство беспокойства распространяется на персонажей Боуэна, согласно Тиллингхасту. «Истощение и недомогание, которые чувствует каждый среди персонажей Боуэна, исторически возникают из-за растущей изоляции англо-ирландцев». Родственники Боуэна — незнакомцы в стране, где в начале двадцатого века все больше внимания уделяется борьбе за национальную независимость Ирландии от Британии.
Боуэн изображает Порцию молодой девушкой без страны, изгнанной из Англии не по своей вине, что путешествует по всей Европе как бродяга. Порция прибывает в Лондон иностранцем с необходимостью внимательно следить за поведением окружающих её людей. Тиллингхаст отмечает: «Аутсайдерский взгляд на жизнь, что с холодными глазами, без иллюзий смотрит на реальность — делает Порцию изгоем в уютном круге цивилизованного взаимного приспособления, привычного Анне и Томасу, таким образом превращая их посетителя в опасное для них присутствие».
Кроме того, Боуэн потеряла своего отца из-за психического заболевания, когда ей было около шести лет, а мать — из-за рака, когда ей было тринадцать. Далее она воспитывалась родственниками, а домом стала череда вилл на английском побережье. По словам М.Хенн, «Боуэн верила, что выдумка коренится в жизненном опыте автора, но в то же время она отвергала откровенный автобиографический или конфессиональный импульс в творчестве»..
Более того, критики заметили, что во всем творчестве Э.Боуэн, в том числе в романе «Смерть сердца», прослеживается тема маленькой девочки, оставшейся без матери и нуждающейся во взрослой поддержке. Эдвин Дж. Кенни-младший отмечает в книге «Элизабет Боуэн», что писательница исследовала собственный опыт через написание трех произведений, включавших «потерянного ребёнка, что ищет свою идентичность ради выживания».
Критики также отметили старания Боуэн понять связь между невинностью и опытом. Кенни утверждает, что её интерес к роли невинности ясно прослеживается в повторяющейся теме «первичной потребности человека в иллюзии» и возможной её «потери, через приобретение знаний и начале самостоятельности».
История Порции в «Смерти сердца» — это попытка понять, кто и что она, приобретение и избавление от иллюзий, таких как взаимная любовь с Эдди, и переход от одного этапа её жизни к другому.

Смерть сердца не только сокрушительное изображение гибели невинности, но и сигнал об утраченных иллюзиях современного мира, в котором невинность должна быть стерта, а мы — идти на компромисс.
— Р. Рубенс. «Современный обзор»
Редакция «Современной библиотеки» и Time включили «Смерть сердца» в сотню лучших английских книг двадцатого века.

## Экранизация
По роману в 1986 году сняли сериал, в котором снимались Патриция Ходж и Миранда Ричардсон.